# Sarfraz Ahmed Naeemi
Sarfraz Ahmed Naeemi (en ourdou : سرفراز نعیمی), né le 16 février 1948 et mort le 12 juin 2009, est un mufti pakistanais. Durant ses fatwas, il s'engagea politiquement et condamna les talibans et militants islamiques qui se battent dans le nord-ouest du Pakistan contre les autorités pakistanaises. Il déclara leurs actions non conformes à l'Islam. 
Le 12 juin 2009, il est tué dans un attentat-suicide à Lahore, revendiqué par le Tehrik-e-Taliban Pakistan. Le Premier ministre Youssouf Raza Gilani ainsi que le président Asif Ali Zardari condamnent l'assassinat, ainsi que par Imran Khan. Le 15 juin 2009, une résolution est votée à l'Assemblée nationale du Pakistan condamnant l'assassinat et approuvant l'action du mufti. Le 13 juin 2009, une grève générale est organisée à Karachi.